# William Ashurst
Pour les articles homonymes, voir Ashurst.
William « Bill » Ashurst, né le 4 mai 1894 à Wigan et mort le 26 janvier 1947 à Nottingham, était un footballeur international anglais. Il évoluait au poste de défenseur droit.

## Carrière

### En club
William Ashurst commence sa carrière à Durham City. En 1919, il rejoint Leeds United mais n'y joue aucun match et est vendu la même année au Lincoln City pour le prix de 500 livres sterling. Dans ce club, il dispute 24 matchs de championnat. Mais à l'issue de la saison 1919-1920, l'équipe alors en 2e division anglaise est reléguée à l'échelon inférieur, et Ashurst est transféré au Notts County FC pour 1 000 livres sterling. 
C'est dans cette équipe qu'il jouera le plus, 200 matchs en six saisons. En 1923, le club atteint la 1re division anglaise, mais en 1926 il retourne en division inférieure, et Ashurst est alors transféré à West Bromwich Albion pour le prix de 3 100 livres sterling. Il y dispute 22 rencontres en première division, et y marque le seul but de sa carrière. En 1928, il est transféré au Newark Town puis au Brentwood Colliery, et met un terme à sa carrière à l'issue de la saison 1929-1930.

### En sélection
William Ashurst est sélectionné à cinq reprises avec l'équipe d'Angleterre entre 1923 et 1925. Il est d'abord retenu pour jouer deux matchs amicaux face à la Suède. Les deux rencontres, disputées à Stockholm, sont gagnées par l'Angleterre 4-2 et 3-1. Il est ensuite sélectionné pour un nouveau match amical, cette fois-ci face à la Belgique, remporté 4-0. 
Enfin, ses deux dernières apparitions sous le maillot anglais ont lieu lors du British Home Championship 1924-1925, une compétition qui oppose les 4 nations constitutives du Royaume-Uni. À cette occasion, il affronte le pays de Galles (victoire 2-1) et l'Écosse (défaite 0-2).
| # | Date            | Lieu                                     | Adversaire     | Résultat | Compétition                         |
| - | --------------- | ---------------------------------------- | -------------- | -------- | ----------------------------------- |
| 1 | 21 mai 1923     | Råsunda, Stockholm, Suède                | Suède          | 2 - 4    | Match amical                        |
| 2 | 24 mai 1923     | Råsunda, Stockholm, Suède                | Suède          | 1 - 3    | Match amical                        |
| 3 | 8 décembre 1924 | The Hawthorns, West Bromwich, Angleterre | Belgique       | 4 - 0    | Match amical                        |
| 4 | 28 février 1925 | Vetch Field, Swansea, Pays de Galles     | Pays de Galles | 1 - 2    | British Home Championship 1924-1925 |
| 5 | 4 avril 1925    | Hampden Park, Glasgow, Écosse            | Écosse         | 2 - 0    | British Home Championship 1924-1925 |

## Palmarès
Avec Notts County, William Ashurst est vainqueur de la 2e division anglaise lors de la saison 1922-1923.